# 頭髮 (小說)
《頭髮》是一部衛斯理系列中的小説，由香港科幻小説作家倪匡所寫，系列編號37，是倪匡停筆五年后再寫的作品。這故事報載時原名是「無名髮」。這故事講述人類頭髮原有的功能是用於傳送腦波(靈魂)，外星人可以用靈魂形式去進行星際間的旅行。這故事解釋了人類「原罪」的來源，以及宗教救贖世人的觀念。

## 故事大綱

### 老友的請託
衛斯理專程到尼泊爾替老友利達教授尋找成為嬉皮士的兒子柏萊，在路上遇見佛族中最後一人巴因，向他兜售古物，被他拒絕，衛斯理在大吉嶺廟中找到嬉皮士辛尼，衛斯理見柏萊友人辛尼，聽述奇事。柏萊聲稱因為有那儀器，他要回去，死前還要友人辛尼在他胸前刺他一刀。衛斯理來到河岸，發現柏萊已死並化為枯骨。衛斯理想要抓住辛尼卻被他駕車逃脫。

### 一個尼泊爾的小廟
衛斯理後來在一座古廟中，遇見巴因殺其族中長輩，長老並宣稱在七層地下室中。不能發出任何光亮。

### 尼泊爾國王的召見
衛斯理嘗試將巴因逮捕，送入警局，但不成功。後來衛斯理在旅店中，一覺醒來，發現被巴因用重物打擊的後腦，還在隱隱作痛。此時國王派御前大臣召見衛斯理，說有要事相參。衛斯理意外發現巴因也在宮中。而且穿著華服被當成上賓。國王的召見就是為了此事。因為他們一族的祖先，許久以前，與尼泊爾國王有過約定，尼泊爾國王世世代代要保護他們。國王要衛斯理別多管閒事，立刻出境。

### 地球人的不可救藥
衛斯理被遣送到印度。在印度的衛斯理又偷渡進入尼泊爾，在大吉嶺廟中找到嬉皮士辛尼，帶到尼泊爾首都加德滿都。此時衛斯理認為他殺死了同伴柏萊。認為辛尼活在自己的幻想裡，於是聯絡了精神病院的醫師。將他送入精神病院。辛尼發現被騙。憤怒的辛尼因之認為地球人和衛斯理都不可救藥。事後更獨自在病房中自殺。只在牆上留下『我回去了』這樣一句謎樣的話。

### 變成了黑軍族土人
衛斯理回到酒店後。在獲得酒店轉接的一通來自巴西的電話錄音中，發現白素的求救訊息。衛斯理此時經御前大臣見國王。獲得噴射機後，趕赴巴西見白素，知柏萊靈魂轉世為黑軍族土人，而利達教授在黑軍族祭司與酋長雙方衝突中被毒箭所射中，當場死亡。他的研究植物的實驗室被土人搗毀。

### 七層石室的秘密
柏萊跟衛斯理白素認為人的靈魂可藉由這個儀器回去那邊。三人離開南美洲，前往尼泊爾。透過巴因自小廟帶出來的第二具儀器，他們發現古廟地下七層石室中。藏著遠古以來的大秘密。人類原來是外星人的後代，而頭髮是傳送腦波(靈魂)的工具，而那具讓人作夢儀器可以讓人達到這個夢想，所以柏萊才會口口聲聲說要回去那裏，也就是天堂。

### 轉生後的柏萊
衛斯理意外發現柏萊轉生後，性格變的兇殘。為了回去不擇手段。衛斯理意外發現柏萊在暗巷中，以明晃晃的刀刃威脅巴因，同時發現他以殘忍手段拷問巴因，甚至殺了他。柏萊自衛斯理處搶走記錄儀後，闖入軍事禁區。結果下場是被軍隊轟成蜂窩。

### 佛陀座下的七名弟子
當年佛陀帶領七名弟子建了這座小廟及其內的靈魂傳送裝置。目的是為了接引一人前往外星球。佛陀及七名弟子要巴因所屬的佛族守護小廟並要求尼泊爾國王保護他們。而那座小廟中供奉的不知名物體當年是一顆大火球。從外星球運送建造小廟地下七層石室物體而來的太空船遺跡。

### 記錄過去事情的夢的紀錄儀器
巴因自廟中偷盜出的神秘古物，原來是外星人留下的紀錄儀器，也是可使人作夢的儀器，人如將後腦枕在其上，就可自夢中得知過去事情的影像紀錄，人們可自夢中獲知遠古時代發生在那星球上的事情。能讓人做夢的記錄儀器一共有三個。如果調整一下，還可以看到不同場景的夢的紀錄。衛斯理從國王處意外的得到這具記錄儀，國王認為人的靈魂可藉由這個儀器回去那邊。

### 意外到了那邊
衛斯理在七層地下室中，意外落入石室中的裝人設備，偶然啟動裝置，藉由頭髮傳送腦波，靈魂到了外星球。意外的歸返到那個星球。得悉外星遣走一批被剝奪智力和頭髮功能的罪人到地球，這些人是由實驗室無性生殖產生的複製人。並派Ａ、Ｂ、Ｃ、Ｄ（分別指穆罕默德 [Al-Islam]、佛祖釋迦牟尼 [Buddha]、耶穌 [Christ]、老子李耳 [Dao]）四人來到地球後，創立了地球的四大宗教，主張相信他們就能得救。
因為兩地的時間比例是一比五萬，衛斯理在外星只逗留一小時，返回地球時已經過了近六年。

## 軼事
倪匡於2022年去世後，由媳婦周慧敏代表倪匡家人發放消息，其中以「蒙C寵召」代指倪匡去世之事。多份媒體指出該聲明中的「C」乃基於本故事中，衛斯理以C指代耶穌基督的敘述。

## 作者表達的理念
- 在故事中，佛教的始祖-佛陀釋迦牟尼，基督教聖經中的耶穌基督，回教先知亞伯拉罕穆罕默德和道家的始祖老子李耳都是外星人，來自同一個地方
- 而人類也來自他們的同一個星球，是外星罪犯，被剝奪了智力及頭髮功能後，被遣送到地球。
- 地球人是某星球外星人在實驗室用無性生殖方式複製出來的實驗品。因為品質低劣，犯上作亂，被取消智力後，集體遣送而來地球。
- 宇宙間真有天堂，靈魂在脫離軀殼後，到達位在地球外太空中的接引裝置，經由那些外星人審核思想腦電波後，斷定好壞是否可進去天堂。
- 穆罕默德、釋迦牟尼、耶穌、李耳四位外星人皆互相認識，他們分別在不同時間。不同地點來到地球，向世人闡揚可以回去的道理。目的是為了救贖世人。
- 這故事講述人類頭髮原有的功能是用於傳送腦波(靈魂)，外星人可以用靈魂形式去進行星際間的旅行。這故事解釋了人類「原罪」的來源，以及宗教救贖世人的觀念。
- 頭髮乃是人類腦電波(靈魂)的出入所在，人類被取消智力後，其之功能亦被剷除。
- 嬉皮士辛尼那具可以讓人作夢的儀器，功能本來是靈魂傳送儀器，後來改成讓人做夢的紀錄儀器，目的讓故事規模變得更大。
- 故事一開始，柏萊說這個神秘儀器可以讓人回到那邊去，辛尼認為人的靈魂可藉由這個儀器回去那邊，柏萊也這麼說。雖然被送入精神病院的辛尼，意外自殺後，在牆上留言說「他回去了」，不過書中沒有提及衛斯理是否有在天堂看到他。只說在天堂那邊人人都轉換形貌。就算看到也不認識。

## 更多資料
| 前任者： 036 影子、雨花台石 | 衛斯理系列（按編號） 037 頭髮                        | 繼任者： 038 眼睛 |
| 前任者： 新年               | 衛斯理系列（按連載時序） 1978年3月1日至1978年6月25日 | 繼任者： 眼睛     |